# Love the Way You Lie
«Love the Way You Lie» (укр. Люблю те, як ти брешеш) — другий сингл американського репера Емінема з сьомого студійного альбому Recovery. В записі пісні взяла участь співачка Ріанна, продюсером запису виступив Alex da Kid. Останній розказував, що весь трек був записаний за 2 дні й Емінем з самого початку розглядав Ріанну як можливу запрошену вокалістку. «Тільки вона могла б зробити це» — так прокоментував вибір сам репер. Ріанна відразу ж дала згоду на участь: «Я обов'язково зроблю це, тому що мені подобається Емінем. І мені сподобалась пісня. Вона дійсно прекрасна, вона дійсно видатна. Це дійсно унікальний запис. Я захоплена нею». Композиція зайняла перше місце в головному чарті США — Billboard Hot 100, який є одним з найбільш авторитетних чартів планети (для Емінема це четверте за рахунком «золото», в той час як для Ріанни — вже сьоме). Пізніше Емінем оголосив ще одного автора пісні — Skylar Grey і признався, що запис з Ріанною був рекламним ходом.

## Трек-лист
- CD-сингл[4]

1. "Love the Way You Lie" (з участю Ріанни) — 4:15
2. "Not Afraid" (Live at T in the Park) — 6:54